# Hanns Erich Köhler
Hanns Erich Köhler (auch: H. E. Köhler, Erik) (* 17. April 1905 in Tetschen, Böhmen/Sudetenland; † 7. November 1983 in Herrsching am Ammersee) war ein deutscher Illustrator, Gebrauchsgrafiker, nationalsozialistischer Propagandazeichner im Dritten Reich und politischer Karikaturist in der Bundesrepublik Deutschland.

## Jugend und Ausbildung
Mit der Aufteilung Österreich-Ungarns nach dem Ersten Weltkrieg gehörte Tetschen zur neugegründeten Tschechoslowakischen Republik, Köhler und seine Familie zur größten Minderheit im Land, den drei Millionen sogenannten Sudetendeutschen. Schon als Kind zeichnete er Karikaturen, begünstigt durch die Tatsache, dass sein Vater in einer Papierfabrik arbeitete. Ab 1922 studierte Köhler sechs Semester an der Staatlichen Akademie für Kunstgewerbe in Dresden (Prof. Arno Drescher und Prof. Georg Oskar Erler), zwei Semester an der Graphischen Lehr- und Versuchsanstalt in Wien und zwei weitere Semester an der Wiener Kunstgewerbeschule. Nach dem Studium arbeitete er ab 1929 in Prag als Gebrauchsgrafiker.

## Politische Orientierung und Karriere als politischer Zeichner
Seine politische Orientierung zeigte sich schon 1923, als Köhler für eine Ausstellung seines Gymnasiums ein Porträt von Adolf Hitler zeichnete und später erklärte: „Ich nehme an, dass dies das erste Führerbild in einer sudetendeutschen Schule war. In den weiteren Jahren beteiligte ich mich oft an den völkischen Plakatwettbewerben.“
Der politische Kopf der Sudetendeutschen in der Tschechischen Republik war Konrad Henlein. Er war der Chef der Sudetendeutschen Partei (SdP), der Kontakte zur NSDAP in Deutschland pflegte und sich ab 1937 offen zu ihren Zielen, insbesondere den Anschluss des Sudetengebietes an das Deutsche Reich, bekannte. Köhler schloss sich dieser Bewegung als politischer Zeichner an. Seine ersten Arbeiten waren Werbeplakate für die Sudetendeutsche Tageszeitung. Ab März 1935 erschien die satirische Monatszeitschrift Der Igel, womit sich für Köhler ein weites Agitationsfeldfeld als Karikaturist eröffnete. Als Signatur wählte er den nordischen Namen ‚Erik‘. Ab 1936 zeichnete er auch für die in Reichenberg erscheinende Zeitung Die Zeit, das Hauptorgan der NSDAP im Reichsgau Sudetenland, die Rubrik „Zeit-Wochenschau“, in der er karikaturistisch zu innen- und außenpolitischen Themen Stellung nahm.  Zudem veröffentlichte er im Blatt des Volksbundes für das Deutschtum im Ausland, Der Volksdeutsche. Schon zu dieser Zeit zeigen Köhlers Karikaturen eine antidemokratische, nationalsozialistische und antisemitische Einstellung.
Mit dem Münchner Abkommen von 1938 wurde das Sudetengebiet als ‚Reichsgau Sudetenland‘ unter Führung von Konrad Henlein dem Deutschen Reich angegliedert. Köhler zog in die Gauhauptstadt Reichenberg und wurde für seine Unterstützung als politischer Zeichner mit der „Medaille zur Erinnerung an den 1. Oktober 1938“ (Sudeten-Medaille) ausgezeichnet. Zudem wurde als Anerkennung seiner Propagandaarbeit für die SdP 1939 eine Auswahl seiner unveröffentlichten bzw. zensierten Karikaturen in der Publikation Nach der Beschlagnahme… . Politische Karikaturen aus der Kampfzeit der Sudetendeutsche veröffentlicht. Gewidmet war der Band dem neuen Gauleiter und Reichsstatthalter Konrad Henlein, in „Erinnerung an den Sudetendeutschen Freiheitskampf“. 1941 kaufte Gauleiter Henlein alle Zeichnungen „Eriks“ aus der „Kampfzeit“ an, um sie für „alle Zeit“ zu erhalten und der „neu zu schaffenden, vom Führer bestimmten Kunsthalle in Reichenberg einzuverleiben.“

## Politischer Karikaturist im Dienst des Nationalsozialismus
Nachdem im März 1939 der Reststaat Tschechoslowakei von Deutschland annektiert und zum Reichsprotektorat Böhmen und Mähren erklärt worden war, waren Köhlers bildpropagandistische Fähigkeiten in Berlin gefragt. Daher richtete er sich neben seinem Atelier in Reichenberg einen Zweitwohnsitz in der Reichshauptstadt ein.
Im Vorfeld des Zweiten Weltkrieges hatte das Reichsministerium für Volksaufklärung und Propaganda bis 1939 in Berlin die politische Karikaturenagentur Interpress/Deutsche Presse-Zeichnung aufgebaut, deren Aufgabe es war, politische Zeichnungen besonders in der Auslandspresse zu verbreiten. Köhler gehörte zur Stammmannschaft von Interpress, arbeitete aber auch extensiv als politischer Zeichner für die gleichgeschalteten Satirezeitschriften Kladderadatsch, die Lustigen Blätter und den Simplicissimus sowie die Deutsche Allgemeine Zeitung. Zudem produzierte er exklusiv sehr viele politische Karikaturen für den Bilderdienst des Scherl-Verlags.
Im März 1940 wurde von Joseph Goebbels die Wochenzeitung Das Reich ins Leben gerufen. Fester Bestandteil jeder Ausgabe war am Ende die Karikaturenseite, auf der Köhler und Erich Ohser, alias e. o. plauen, politische Zeichnungen veröffentlichten. Damit gehörte Köhler zur Elite der politischen Pressezeichner im Dritten Reich. Das zeigte sich auch im April des Jahres bei der Ausstellung „Die politische Karikatur“ in Prag. Ausgestellt wurden Karikaturen der Top-Zeichner des NS-Regimes: Hans Schweitzer-Mjölnir, die Simplicissimus-Veteranen Olaf Gulbransson, Karl Arnold, Eduard Thöny und Erich Schilling, die Vertreter des Kladderadatsch Arthur Johnson und Oskar Garvens, die ‚Interpress‘-Zeichner Kurt Balkie, Manfred Schmidt, Gerhard Brinkmann, Hans Bruns, Charles Girod, und Erich Ohser sowie Walter Hofmann alias Bogner/Waldl als Hauszeichner des Völkischen Beobachters und des Schwarzen Korps. Besondere Erwähnung fanden in der Presse die Arbeiten des „an glänzenden Ideen überreichen sudetendeutschen Zeichners Erik“.
Auf Initiative von Reichspressechef Otto Dietrich vergab Goebbels vierteljährlich hohe Preisgelder für die beste bereits veröffentlichte aktuelle politische Karikatur. Im November 1940 wurde Köhler der mit RM 1500,– dotierte erste Preis zugesprochen. Im Frühjahr 1941 nahm er mit fünf Arbeiten an der zentralen Leistungsschau der Propagandakompanien und politischen Karikaturisten „Die Pressezeichnung im Kriege“ teil. Im August 1941 folgte die Ausstellung „Die Karikatur im Kriege“, an der „Erik“ neben acht anderen Karikaturisten, vorwiegend Interpress-Kollegen, teilnahm. Die Presse schrieb: „In über 100 Arbeiten bald mit kämpferischer Härte und leidenschaftlichem Fanatismus, bald mit ätzender Ironie, aber auch mit überlegenem Humor sprechen [die Künstler] zu dem Beschauer. Mit rücksichtloser Offenheit wird da das hinterhältige und heuchlerische Treiben unserer Feinde aus Ost und West aufgedeckt, wird die Ohnmacht und der Niedergang eines bis in die Wurzeln angefaulten Systems in oft unheimlich-phantastische Symbolik aufgezeigt.“ Köhler war auch gefragt bei namhaften Museen. Im Folgejahr wurden einige seiner Karikaturen und Illustrationen in der Hamburger Kunsthalle in der Ausstellung „Die künstlerische Presse-Zeichnung“ gezeigt.
Köhler war bis zum Juli 1941 ungarischer Staatsangehöriger, nahm dann die deutsche Staatsbürgerschaft an und beantragte am 17. Dezember 1941 die Mitgliedschaft in der NSDAP (Nr. 8.602.840) Für seinen späten Parteieintritt rechtfertigte er sich: „Da ich bis zum Juli 41 ungar. Staatsbürger war, konnte ich früher weder der SdP noch bis jetzt der NSDAP beitreten, habe jedoch nachweisbar für die Bewegung gearbeitet.“

## Professor am Hochschulinstitut für bildende Kunst in Prag, 1943–1945
1942 schlug Gauleiter Konrad Henlein Köhler als Lehrkraft am Hochschulinstitut für bildende Kunst in Prag vor. Die Gau-Kanzlei verfasste hierzu eine Empfehlung: „Die politische Zuverlässigkeit des Herrn Köhler steht außer Zweifel und seine Aufnahme in die NSDAP wurde durchaus befürwortet.“  Am 1. April 1943 trat er als Leiter der neuen Meisterklasse für Gebrauchsgrafik und Illustration seinen Dienst an und durfte für die Dauer seiner Tätigkeit die Dienstbezeichnung „Professor“ tragen. Köhler arbeitete, gut honoriert, auch für alle bisher genannten Publikationen weiter. Sein monatliches Einkommen betrug ca. 2500,– RM. Damit gehörte er neben Hans Schweitzer-Mjölnir, Erich Ohser, Gerhard Brinkmann und anderen zu den Spitzenverdienern unter den Karikaturisten des Dritten Reiches.
1944, mit 39 Jahren, hatte Köhler, dessen Arbeiten auch vorher schon durch Publikationen, Ausstellungen und offizielle Ankäufe auf höchster Parteiebene gewürdigt worden waren, im nationalsozialistischen Deutschland den Höhepunkt seiner Popularität erreicht. Dies zeigt sich in einer „Atelierreportage“, in der Köhler als begnadeter politischer Zeichner und Künstler gefeiert wird.
Köhlers Arbeitspensum war enorm. Sein Humor konnte versöhnlich sein, aber auch voller Verachtung und Hass. Köhler beherrschte die antisemitische Ikonographie in allen Facetten und setzte sie mit seinem großen zeichnerischen Potential hemmungslos im Sinne der NS-Ideologie ein. Auch den in Deutschland noch wenig verbreiteten Comic nutzte er als NS-Propagandainstrument, etwa mit Tipp der Junge und Tapp der Dackel aus Wolhynien, der zeichnerisch auf höchstem Niveau war, inhaltlich jedoch ein infames Propagandawerk darstellte.

## Besatzungszeit und zweite Karriere in der Bundesrepublik Deutschland
Nach der deutschen Kapitulation flüchtete Köhler aus Prag ins niederbayerische Riedenburg und arbeitete unter anderem als Gebrauchsgrafiker und Kunstmaler unter dem Signum „Prof. H. E. Köhler“. Den Kampfnamen ‚Erik‘ hatte er getilgt, den vom „Führer“ verliehenen Professorentitel nutzte er unberechtigt weiter. Im Rahmen des Spruchkammerverfahrens in Riedenburg wurde er als Mitläufer eingestuft und mit einer Buße von 100 Reichsmark belegt.
1946 findet sich von ihm erstmals wieder eine politische Zeichnung im Simplicissimus. Er arbeitete für die Lizenzzeitungen Bremer Nachrichten, den Fortschritt, die Deutsche Zeitung und Wirtschaftszeitung und vor allem ab 1948 für die Nürnberger Nachrichten.
1953 zog Köhler nach Herrsching am Ammersee, wo er bis zu seinem Lebensende wohnte.
Im Oktober 1954 gehörte er zur Gründungsmannschaft des von Olaf Iversen in München neugegründeten Simplicissimus (1954–1967), den er in den ersten Jahren maßgeblich mit seinen Arbeiten prägte. Hier brachte er traditionelle Bildgenres ein, schuf aber auch progressive Bildergeschichten und kraftvolle Titelkarikaturen. Nach Olaf Iversens plötzlichem Tod 1959 war er kurz als dessen Nachfolger und Herausgeber im Gespräch.
Köhler hatte sich den neuen demokratischen Regeln angepasst. Dennoch scheinen immer wieder antisemitische und rassistische Stereotype in seinen Zeichnungen durch. Auch das von ihm entworfene Frauenbild ist fragwürdig. Neben seiner Arbeit als Karikaturist arbeitet er als Gebrauchsgrafiker, so von 1956 bis Mitte der 1960er Jahre für Sioux-Schuhe, für die er den „schleichenden Indianer“ gestaltete. Zudem widmete er sich intensiv der Buchillustration.
1955 schuf Köhler eine international berühmt gewordene Karikatur über die Verhandlungen zum österreichischen Staatsvertrag, auf der der österreichische Außenminister Leopold Figl dem von weinenden sowjetischen Delegationsmitgliedern umgebenen, Zither spielenden und singenden Bundeskanzler Julius Raab einflüstert: „Jetzt, Raab – jetzt noch d’Reblaus, dann sans waach!“
Ab 1958 veröffentlichte er seine politischen Karikaturen vorwiegend in der Frankfurter Allgemeinen Zeitung. Köhler war zudem freier Mitarbeiter der Hamburger Wochenzeitung Die Zeit und wurde in der Welt, dem Spiegel sowie weiteren deutschen und internationalen Publikationen abgedruckt.
1959 wurde die Sonderausstellung „H. E. Köhler“ im Wilhelm-Busch Museum (Hannover) gezeigt, die vom Leiter des Museums Friedrich Bohne kuratiert wurde. Zu diesem Anlass erklärte Köhler in der Ufa-Wochenschau: „Mit meinen Karikaturen will ich am Zeitgeschehen Kritik üben. Mitunter sind sie leider auch einer Anklage gleich. Dabei nach allen Seiten hin fair zu sein, ist für mich selbstverständlich. Ich hoffe, dass es mir gelungen ist, Sinnbilder unserer Zeit zu schaffen.“
Es gelang Köhler, sich in der Bundesrepublik Deutschland als politischer Spitzenkarikaturist zu etablieren und sein nationalsozialistisches Propagandawerk vergessen zu machen. Seine Kontakte reichten bis ins Bundeskanzleramt. 1962 wurden seine politischen Zeichnungen auch in der Frankfurter Paulskirche ausgestellt und 1963 erhielt Köhler den Joseph-E.-Drexel-Preis. Drei Jahre später rückte er ins Kuratorium auf und stimmte über die Vergabe der Auszeichnung mit ab.
1969 vermachte der kinderlos gebliebene Hanns Erich Köhler dem Wilhelm-Busch Museum in Hannover seinen zeichnerischen Nachlass, der ca. 10.000 Nachkriegsarbeiten umfasst. Die Zeit vor 1945 ist dabei unberücksichtigt geblieben.
Hanns Erich Köhler wurde am 23. Juni 1981 mit dem Bundesverdienstkreuz 1. Klasse ausgezeichnet.
Der Comicforscher Eckart Sackmann kritisierte 2022 das Museum wegen dessen unkritischem Umgang mit den Werken des NS-belasteten Künstlers.

## Veröffentlichungen (Auswahl)
- Nach der Beschlagnahme...: Politische Karikaturen aus der Kampfzeit der Sudetendeutschen. Stiepel, Reichenberg 1939.
- Tipp und Tapp, der Junge und der Dackel aus Wolhynien: Eine Umsiedlungsgeschichte mit bunten Zeichnungen von Erik. Mit heiteren Versen von Walter M. Pogge. Verlag Grenze und Ausland, Berlin 1941.
- Moritaten, Moritaten! Wahre, erschröckliche Begebenheiten einem verehrlichen Publico zur Belehrung. Editiert von Edmund Ullmann und gar kunstfertig niedergeschrieben und zum allgemeinen Verständnis in Bildern aufgezeichnet, dazu mit singbaren Noten versehen von .... Ullmann, Reichenberg, 1943. (Neuausgabe: Droemersche Verlagsanstalt Knaur, München 1985. ISBN 3-426-02139-0)
- Pardon wird nicht gegeben, Hannover 1957
- Wer hätte das von uns gedacht, 1959
- Große Deutsche. München: Bassermann, 1973
- Die Lage der Nation: [mit 111 Abb. nach Karikaturen in der Frankfurter Allgemeinen Zeitung aus den Jahren 1958 bis 1974]. Einf. von Nikolas Benckiser. Societäts-Verlag, Frankfurt/Main 1974. ISBN 3-7973-0259-2.
- Gezeichnete Zeitgenossen. Eingeleitet von Bruno Dechamps. Societäts-Verlag, Frankfurt/Main 1976. ISBN 3-7973-0279-7
- Unsere Ahnen, die Germanen: 45 Zeichnungen zu Tacitus' Germania; (lat.-dt.). Herder, Freiburg/Br.u. a. 1976. ISBN 3-451-07594-6.
- Teufel, Teufel: 35 zeichnerische Interpretationen des Leibhaftigen. Stalling, Oldenburg u. a. 1980. ISBN 3-7979-1687-6.
- O heiliger Bürokratius!: Karikaturen rund um die Steuer. Herder, Freiburg/Br.u. a. 1982. ISBN 3-451-07985-2.
- Ohne Furcht mit Tadel. Heyne, München 1982. ISBN 3-453-35626-8.